# Avdotia Istomina
Pour les articles homonymes, voir Istomine.
Avdotia Ilyinitchna Istomina (en russe : Евдокия Ильинична Истомина), née à Saint-Pétersbourg le 17 janvier 1799 et morte dans la même ville le 8 juillet 1848, est une danseuse russe, l'une des plus célèbres du XIXe siècle.

## Biographie
Élève de Charles-Louis Didelot, Avdotia Istomina débute aux Théâtres impériaux de sa ville natale en 1815 et crée le rôle de Galatée dans Acis et Galatée l'année suivante. Elle danse ensuite au Théâtre Bolchoï Kamenny, créant la plupart des rôles principaux dans les ballets de Didelot et de Blache.
Célèbre pour sa beauté, Alexandre Pouchkine lui dédie des vers dans son roman Eugène Onéguine.
Retirée de la scène en 1836, elle meurt du choléra en 1848.
Elle demeurait au n° 16 place du Théâtre (Saint-Pétersbourg).

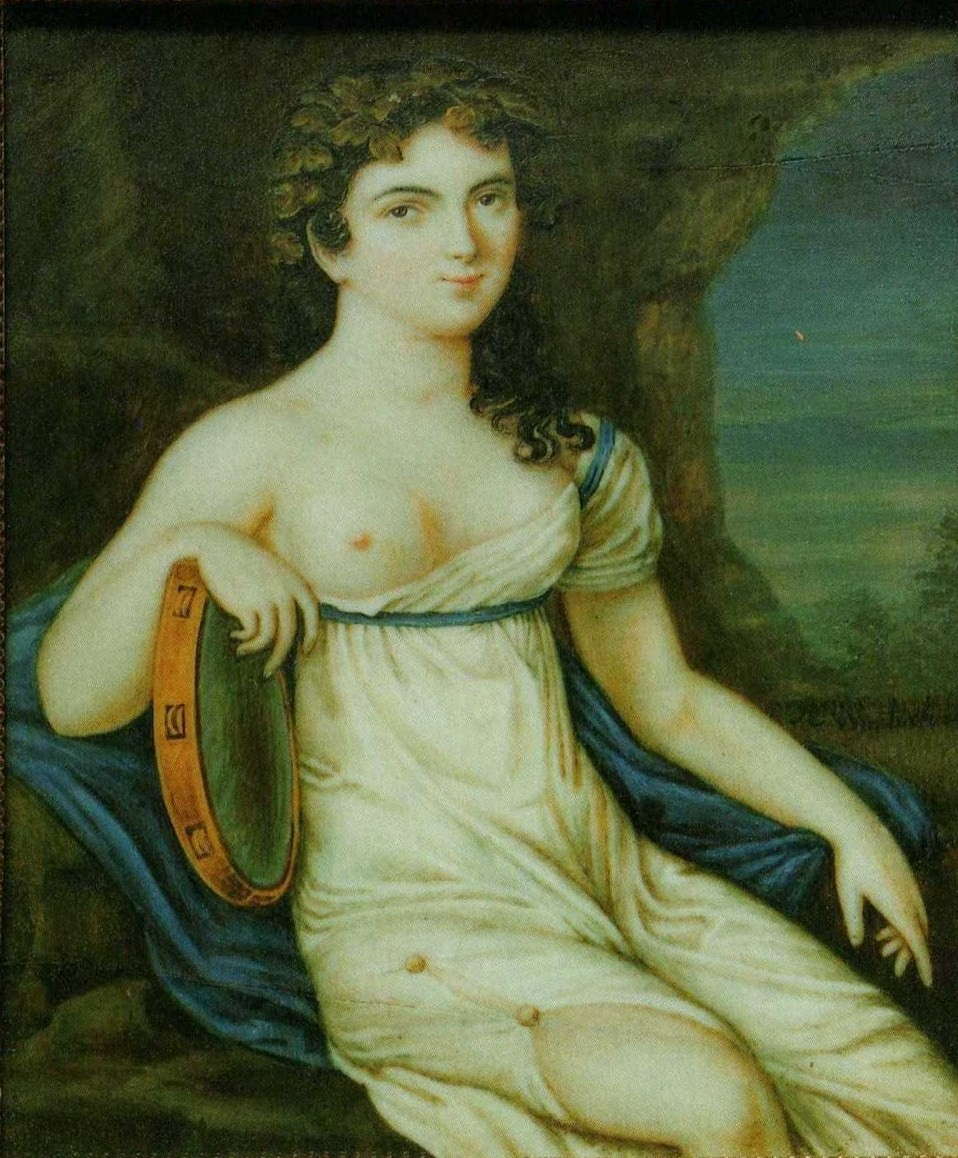
Musée Pouchkine, vers 1815
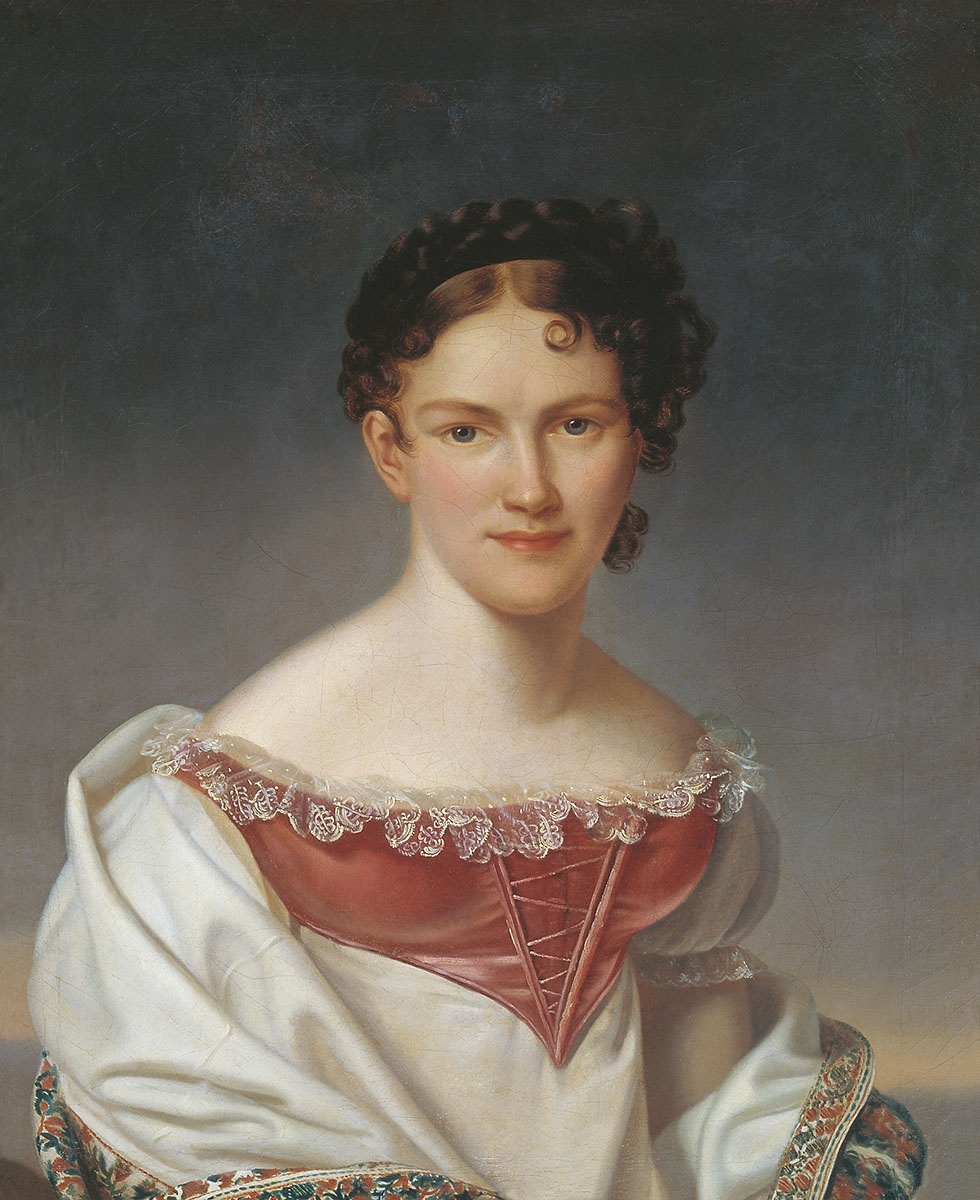
Tableau de Riesener, vers 1820